# Today Is A Beautiful Day
Today Is A Beautiful Day是日本流行樂團Supercell的第二張錄音室專輯，於2011年3月16日發行。該專輯包含13首歌，由Ryo作詞，yanaginagi演唱，儘管她並不是Supercell的正式成員。
Today Is A Beautiful Day在日本Oricon每週專輯排行榜上排名第三，並於2011年7月因單年銷售量超過10萬張而被日本唱片協會授予金唱片獎。

## 概要
在Supercell的首張專輯《 Supercell 》（2009年）發行之前，作者Ryo一直使用Vocaloid初音未來為他創作的歌曲輸出人聲。
在向人類歌手轉型的過程中，Ryo 邀請當時21歲的歌手yanaginagi為Supercell的首張單曲“ 君の知らない物語 ”演唱。yanaginagi之前曾以Gazelle的名義上傳翻唱影片在Niconico動畫網站上，而Ryo在2007年底將自己的歌曲上傳到Niconico動畫之前就已經是她的粉絲了。據Ryo所述，其他工作人員想嘗試讓專輯中的所有歌曲都由不同的歌手演唱，但 Ryo想要整張專輯都由她演唱，因此，Supercell決定繼續讓yanaginagi擔任他們第二張專輯的主唱。
專輯標題部分靈感來自2010年的電影《告白》，及該片主題曲電台司令的“ Last Flower ”。在表達“生活是美好的”主題的電影中，這首歌的憂鬱感給Ryo留下了深刻的印象，他想使用一個意義會因為人們的感受而改變的標題。Ryo建議專輯名稱「Today Is A Beautiful Day」可以按字面意義或諷刺意味來理解。

## 作品
Ryo喜歡在他的音樂中表達人類的情感，所以在Today Is A Beautiful Day中，他想結合一生的經歷和記憶等感受。他將這個過程描述為「將每個記憶表達為一個單獨的故事」。
Ryo圍繞著以“君の知らない物語”開始和結束的想法創作了專輯中的歌曲。因此，專輯中的第二首歌“君の知らない物語”，與最後一首歌“私へ”使用了相同的旋律。
因為“君の知らない物語”，Ryo被邀請為2009年的電視動畫《偽物語》創作片尾曲；他不想照搬原《偽物語》小說的風格，因為他覺得如果這首歌更有獨創性，作者西尾維新會更喜歡這首歌。於是Ryo借用了小說的大體設定，寫了一個不一樣的故事。
在創作這張專輯時，Ryo認為如果專輯中的第一首歌是故事的結尾會很有趣。專輯的第一首歌“走向盡頭的第一首歌”是以閃回場景開始，先到過去，再回到現在的形象創作的。

## 收錄曲
（全作詞・作曲・編曲：ryo）
1. 終わりへ向かう始まりの歌 [2:09]
2. 君の知らない物語 [5:39]
電視動畫『化物語』的主題曲
3. ヒーロー [5:08]
『週刊Young Jump』増刊『アオハル』vol.0的主題曲
4. Perfect Day [4:46]
5. 復讐 [3:23]
6. ロックンロールなんですの [3:34]
7. LOVE & ROLL [4:53]
動畫電影『Cencoroll』的主題曲
8. Feel so good [5:00]
9. 星が瞬くこんな夜に [4:26]
PC遊戲『魔法使之夜』的ED
10. うたかた花火 [6:00]
電視動畫『火影忍者疾風傳』的片尾曲
11. 夜が明けるよ [4:50]
12. さよならメモリーズ [6:05]
13. 私へ [2:06]

## 外部連結
- Sony Music Entertainment 的介紹頁面
  - 初回限定盤
  - 通常盤